# Osnówka (wieś)
Osnówka – wieś w Polsce położona w województwie podlaskim, w powiecie siemiatyckim, w gminie Perlejewo.
W latach 1975–1998 miejscowość administracyjnie należała do województwa łomżyńskiego.
Wierni kościoła rzymskokatolickiego należą do parafii św. Jana Chrzciciela w Grannym.

## Historia
Wieś założona najprawdopodobniej w XIV w. Początkowo był to majątek książąt litewskich. W 1434 roku Mikołaj Nasuta z Międzyrzeca otrzymał od księcia litewskiego Zygmunta Kiejstutowicza włość krzemieńską, w skład której wchodziła także Osnówka.
Inni właściciele:
- w XVI w. dziedziczyli tu Kosińscy (Adam Kosiński- kasztelan podlaski)
- Wodyńscy
- w 1632 roku Andrzej Wodyński zapisał Janowi Oborskiemu swoje dobra dziedziczne: Krzemień, Dzierzby, Kobylę, Głody, Kamieńczyk, Matejki, Śledzianów, Granne Osnówkę[8],
- córka Jana Oborskiego wyszła za mąż za Zbigniewa Ossolińskiego i w ten sposób Osnówka i sąsiednie wsie przeszły na własność Ossolińskich w ramach dóbr Rudka
- w 1861 roku wieś została uwłaszczona, natomiast folwark Osnówka przeszedł na własność rodziny Pieńkowskich

Słownik Geograficzny z 1890 roku informuje, iż wieś liczy 327 dziesięcin gruntów. Folwark Pieńkowskich posiadał powierzchnię 837 dziesięcin. Mieszkała tu ludność polska.
Na przełomie XIX i XX w. folwark Osnówka uległ znacznej parcelacji, głównie gruntów leśnych. Na rozparcelowanej ziemi powstała wieś Osnówka-Wyręby.
Po I wojnie światowej majątek Osnówka, liczący około 225 ha, należał do Jana Rzeczkowskiego.
W 1921 roku we wsi 52 domy i 303 mieszkańców. Wszyscy podali narodowość polską i wiarę katolicką. W folwarku naliczono 6 domów i 81 mieszkańców, wśród nich 6 prawosławnych. W okresie międzywojennym działał tu młyn należący do Sowy.

## Urodzeni w Osnówce
- Konstanty Wiśniewski – polski lekarz, profesor nauk medycznych, farmakolog, dziekan i rektor Akademii Medycznej w Białymstoku[12].